# Danieli (artiste peintre)
Pour les articles homonymes, voir Danieli (homonymie).
Danieli née le 22 février 1934 à Watermael-Boitsfort et décédée le 24 décembre 1982 à Ixelles est une artiste peintre belge qui a laissé une œuvre picturale abondante et variée.

## Biographie
Danieli de son nom d’artiste, voit le jour le 22 février 1934, à Watermael-Boisfort, dans une famille modeste qui s’intéresse beaucoup à l’art. Elle laisse une œuvre picturale abondante et variée à laquelle elle se consacre jusqu’à son décès survenu le 24 décembre 1982.
Attirée par le dessin et fascinée par la couleur dès son plus jeune âge, Danieli découvre aussi la musique et réalise de petits livres alliant textes et illustrations. À l’issue de ses études dans de grandes écoles, elle obtient, en 1956, le Grand Prix de Maîtrise de la Ville de Bruxelles et le Prix des Trois Arts. Elle s’exprime avec bonheur à travers de multiples techniques picturales comme la peinture décorative et monumentale, la fresque, la tapisserie, la peinture à l’huile - sa véritable passion -, l’illustration, la linogravure, le vitrail, le panneau décoratif didactique ainsi que le dessin pour enfants. Tout au long de sa carrière, elle remporte de nombreux prix.
En 1956, elle rencontre Maître Louis Poulet, professeur de musique de chambre au Conservatoire Royal de Bruxelles. Avec ses élèves diplômés, Maître Poulet élabore un projet ambitieux destiné à l’enseignement secondaire afin d’initier la jeunesse belge à la musique. Ces deux artistes vont alors marier la musique classique et l’image, Danieli peignant des panneaux décoratifs didactiques qui illustrent les œuvres musicales programmées.
Lors de l’Exposition Universelle de 1958, elle réalise de nombreuses œuvres décoratives et un projet de vitrail. Entre 1960 et 1965, sa fascination pour la transparence dans la couleur qui se joue dans l’art du vitrail la conduit à créer et réaliser de ses mains les vitraux du chœur de l’église Saint-Adrien à Boondael (Bruxelles).
De 1962 à 1980, Danieli consacre une partie de son œuvre à l’univers de la musique, créant avec sa sœur pianiste, Myriam Pascal, la « Musique Dessinée » : une série de petits concerts commentés et illustrés, destinés à de jeunes enfants.
C’est très probablement en 1971 que jaillissent d’un seul jet, d’une seule inspiration, les quelque 50 toiles qui forment l’« Œuvre Bleue ». Dans ces peintures à l’huile, l’artiste met en valeur toute la gamme des tons bleus, qu’elle varie et nuance à l’infini.
En collaboration avec Louis Poulet, Danieli réalise, à destination des jeunes et des moins jeunes, trois spectacles audio-visuels dont elle illustre l’argument: Petrouchka de Stravinsky voit le jour en 1972, Thyl Ulenspiegel de Richard Strauss en 1976 et Pierre et le Loup de Prokofiev en 1979.
Enfin, tout au long de sa vie, cette artiste qui parle peu écrit, dans l’ombre, de très nombreux poèmes. Comme le souligne le professeur Jacques De Plaen, « Danieli fut, sa vie durant, une artiste discrète et réservée dans la communication de son art ».
Son oeuvre, extrêmement personnelle et poétique, ne s'inscrit pas vraiment dans un courant particulier.

## Études
Dès 1950, Danieli entre à l’Académie royale des Beaux-Arts de la Ville de Bruxelles ainsi qu’à l’Ecole des Arts Décoratifs de la Ville de Bruxelles. Elle y achève brillamment un cursus très complet. Elle suit des cours dans de nombreux domaines : dessin (tête, torse, nature), composition ornementale décorative, peinture décorative et monumentale, composition, illustration avec José Crunelle, peinture à l’huile avec Léon Devos et peinture décorative sous la direction d’Anto Carte et de Jacques Maes. 
A 18 ans, elle crée un avant-projet de tapisserie, l’Eden, dont elle réalise 3 ans plus tard (1955-56) le carton sur toile (4,3 m x 2,5 m), grâce auquel elle remporte le Grand Prix de Maîtrise de la Ville de Bruxelles et le Prix des Trois Arts. Instauré dans la perspective de l’Exposition universelle de 1958, ce prix visait à promouvoir l’alliance entre les différents arts et artistes. Son jury comptait non seulement des peintres mais aussi des sculpteurs et des architectes.

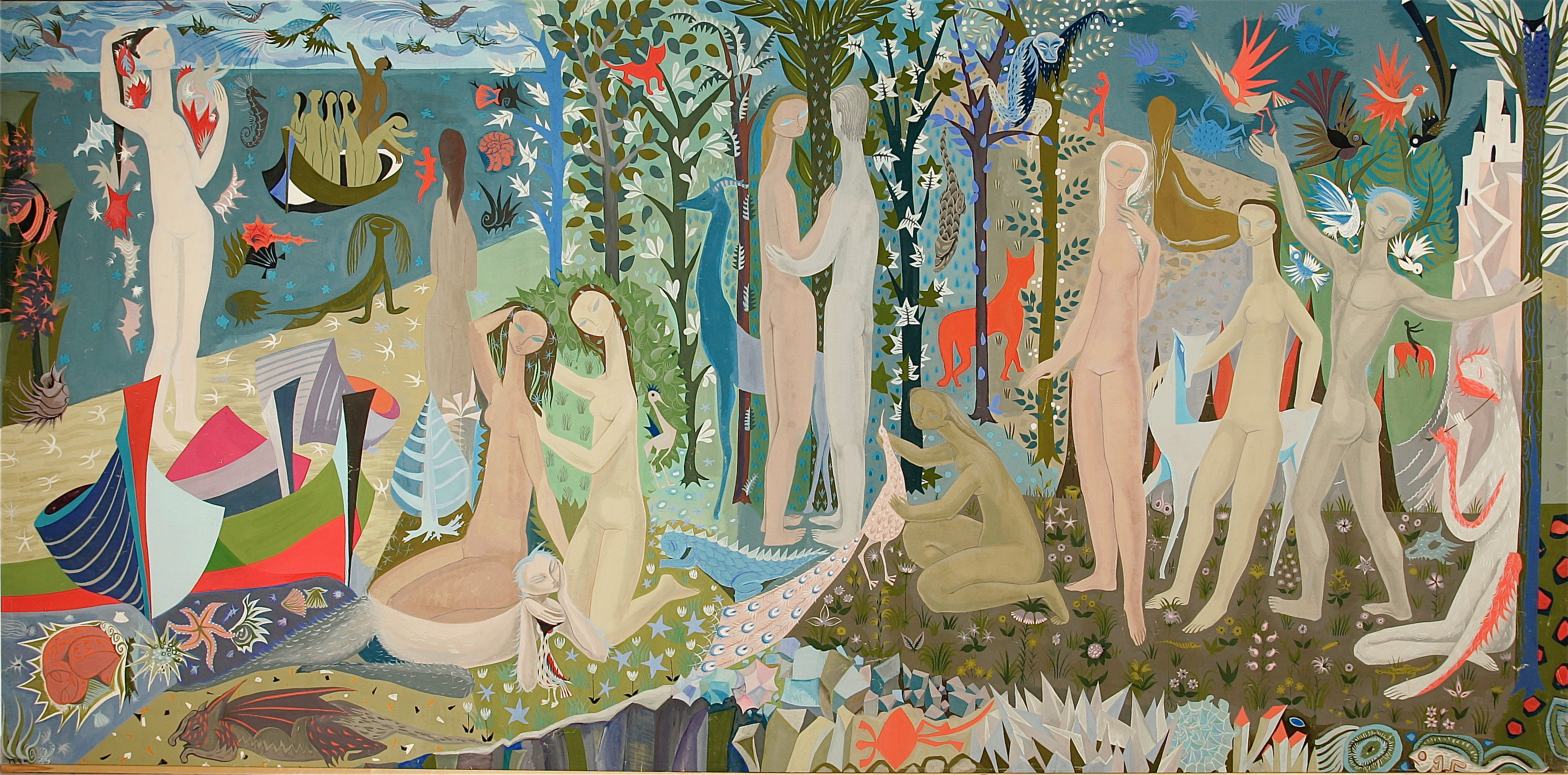
L'Eden (1956). Peinture monumentale sur toile et projet de tapisserie. 2m30 x 4m50.

En 1953, lors d’une visite de la cathédrale de Chartres, Danieli découvre l’art du vitrail. La transparence de la couleur la fascine littéralement, avec ses explosions de nuances lorsque le soleil traverse les verrières. L’atelier de restauration situé à l’arrière de l’édifice attire la jeune artiste. Séduite par la technique, elle décide de suivre des cours de technique et d’exécution de vitrail en élève libre à l’Ecole des Arts Décoratifs de la Cambre tout en finissant ses études à l’Académie des Beaux-Arts.

## Peinture décorative et monumentale
Dans les années 1950, les amateurs de peinture ornent volontiers leurs intérieurs de peintures décoratives qu’ils commandent à de jeunes artistes. Des collectivités y voient un moyen de réchauffer l’atmosphère de leurs bâtiments et d’offrir une vitrine aux réalisations contemporaines. Comme elle travaille dans un grand atelier à l’Académie Royale des Beaux-Arts, Danieli y trouve l'occasion de produire également des œuvres de grande dimension. Elle réalise aussi des fresques, comme celles dont elle décore la petite salle de réception au sous-sol de la Maison de la Musique de Bruxelles.

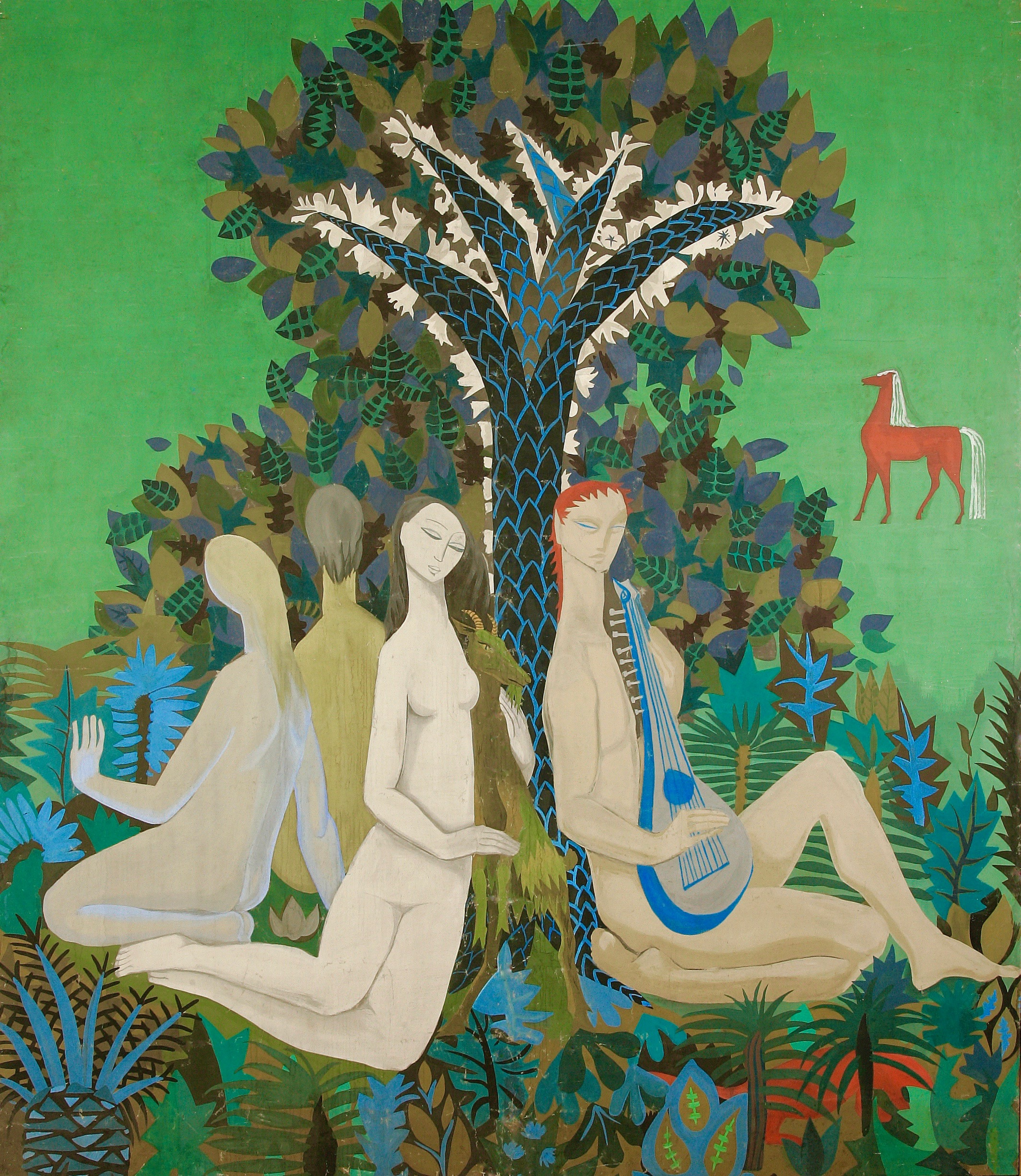
Pastorale (1953). Peinture monumentale sur toile. 3m x 2m45.

## Illustration
Tout au long de sa vie, Danieli se consacre à l’illustration. Elle laisse notamment de très nombreux exemples de gouaches sur papier blanc, quelques aquarelles, des dessins à la plume blanche sur papier noir ainsi que quelques essais dans le domaine de la linogravure. Elle illustre aussi plusieurs belles éditions d’auteurs connus, ainsi que des contes de Noël dont un de Pierre Nothomb, un de Jacqueline de Boulle et un de Jules Supervielle.

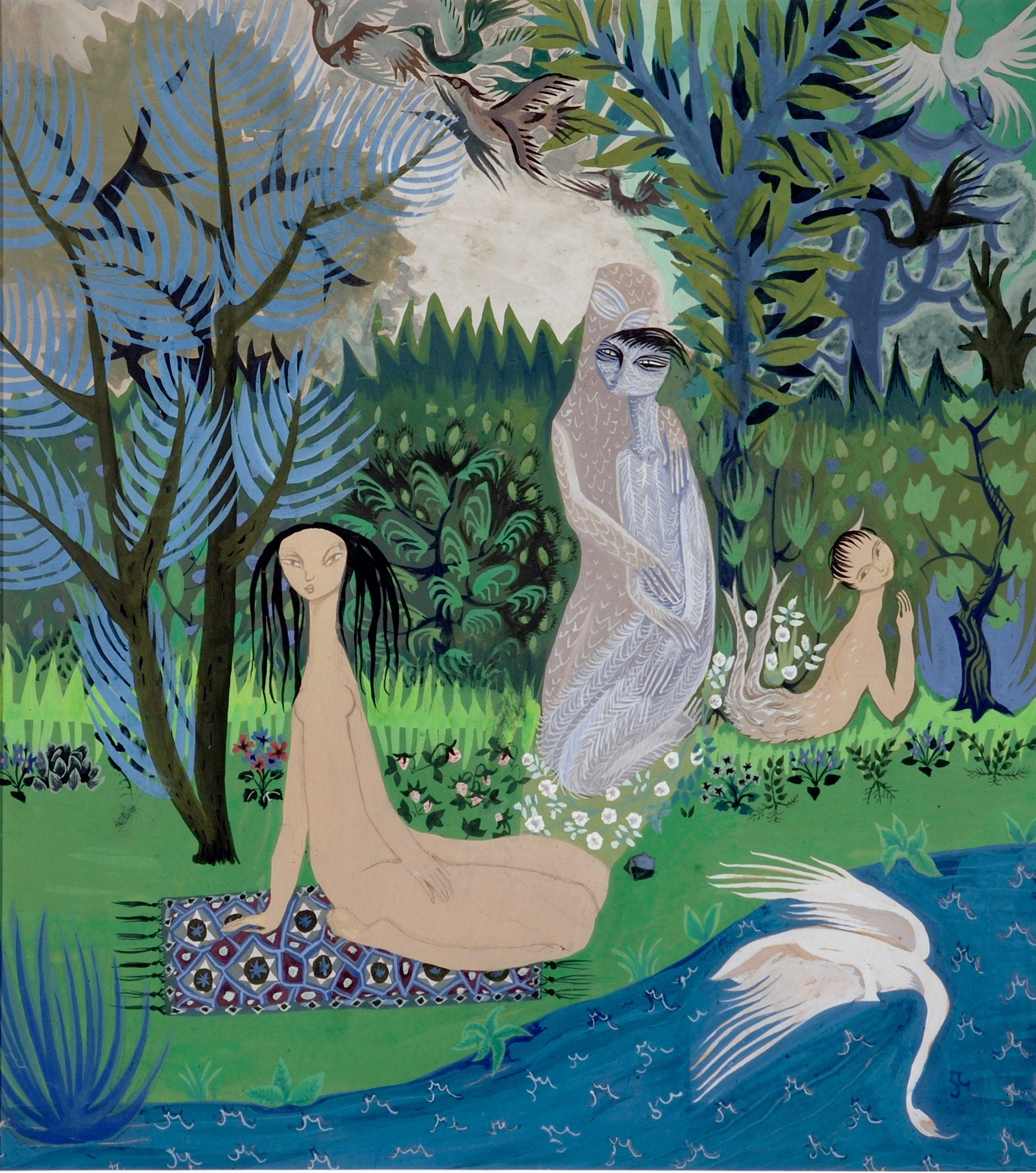
Douces Imagines. Illustration.

## Prix et distinctions
Au cours de sa carrière, Danieli remporte de nombreux prix. Dès l’âge de 5 ans, elle participe à des concours artistiques organisés par des magazines, qu’elle gagne à plusieurs reprises.
A la fin des années 1940, elle prend part plusieurs fois à « Chansons à peindre », un concours hebdomadaire de la Radio Télévision française: elle décroche 10 prix dont 3 premiers.
En 1950, elle se classe troisième au concours Jacques Heim à Paris, dans la catégorie Juniors.
Six ans plus tard, elle participe à une exposition de jeunes peintres au Cercle Gaulois à Bruxelles sur le thème de « La Nativité dans l’art contemporain ». La société pétrolière BP Belgium choisit son œuvre pour orner l’édition de Noël de sa revue trimestrielle et en tirer des cartes de vœux, avant de confier à Danieli l’illustration des plusieurs autres numéros.
En juin 1959, la Commission Nationale des Métiers d’Art du Ministère des Classes Moyennes prime une de ses tapisseries.

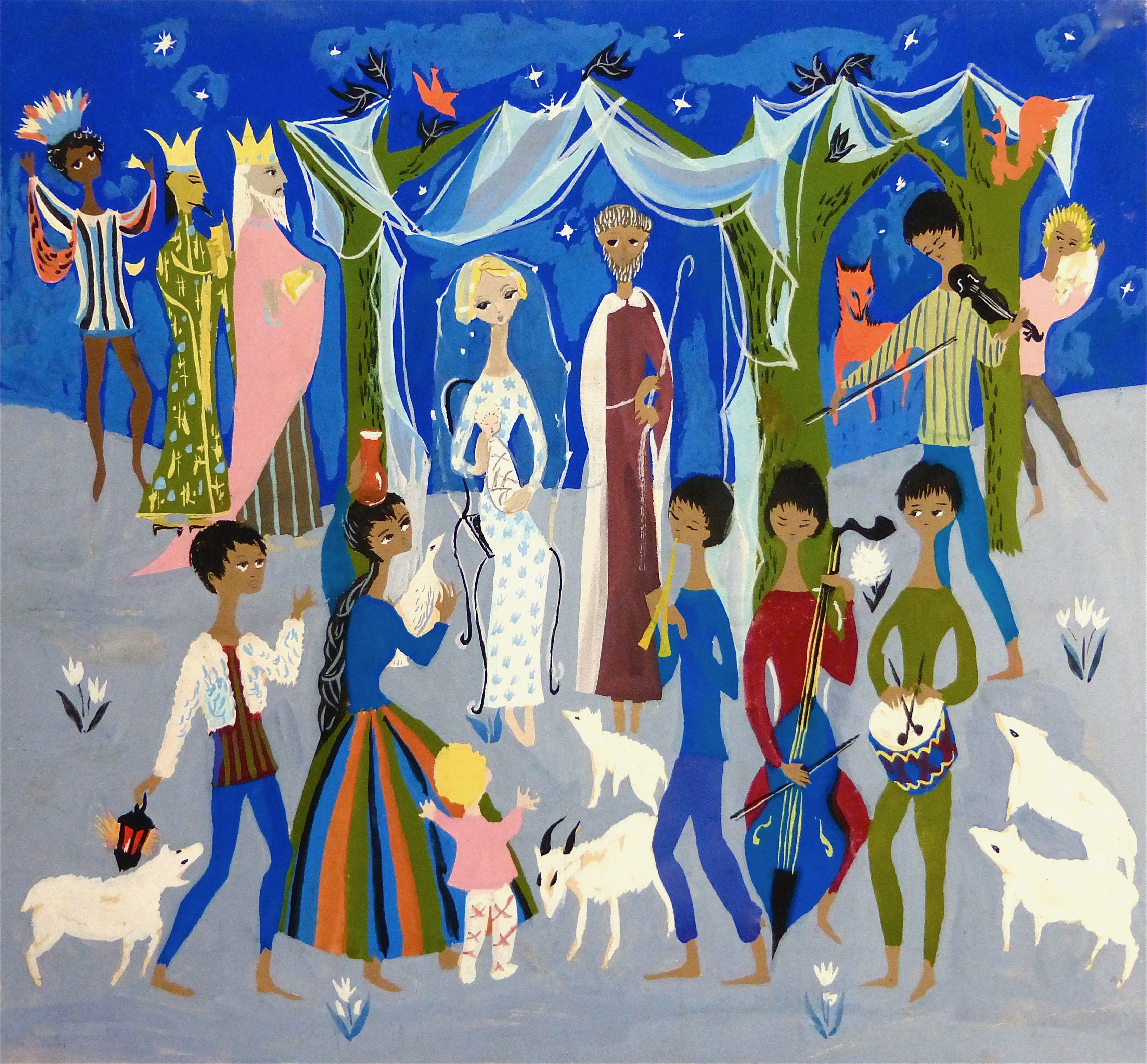
La Nativité.

## Rencontre avec Maître Louis Poulet

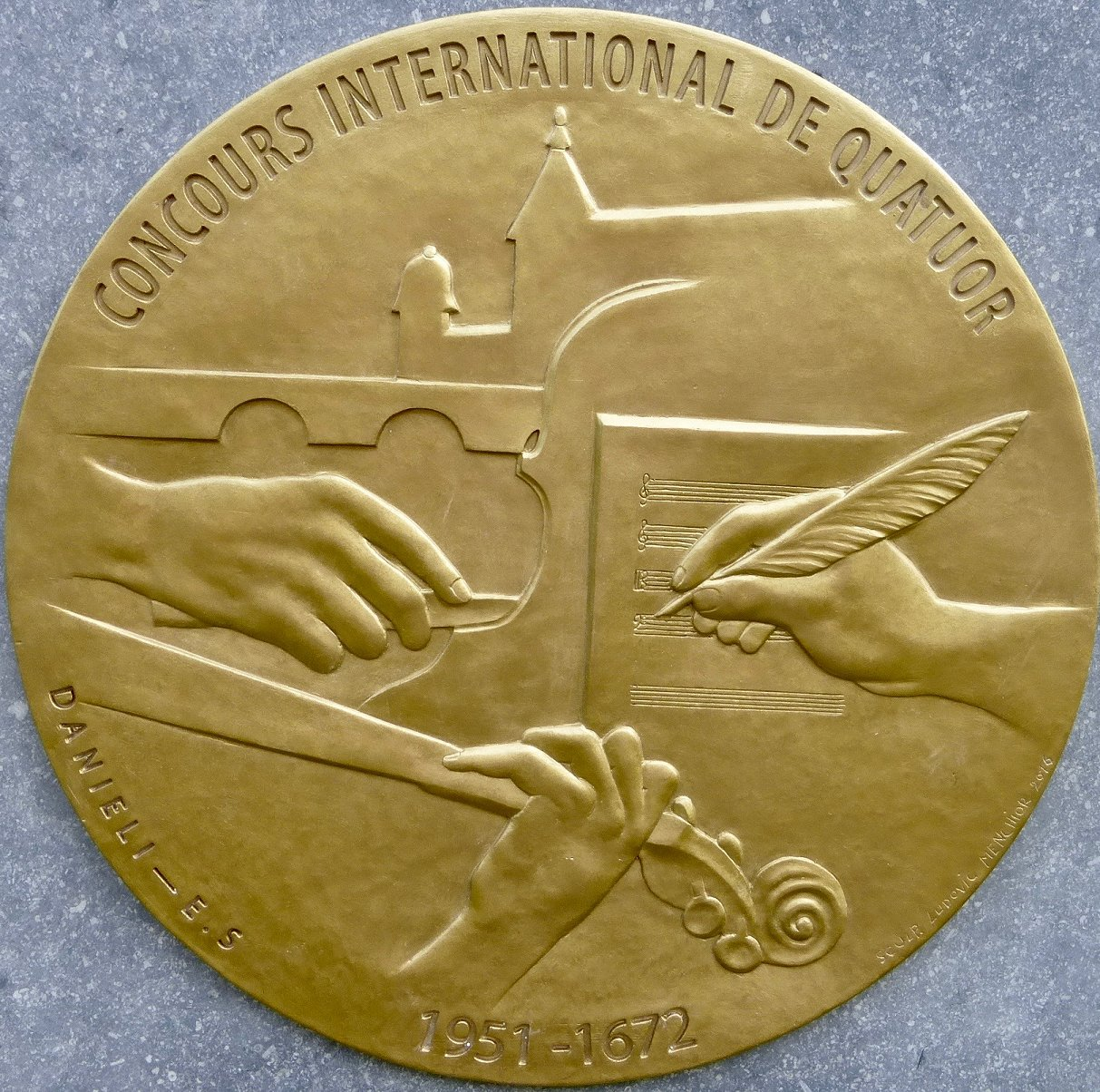
Médaille créée par Danieli pour le Concours International de Quatuor à Cordes de la Ville de Liège

En 1956, Danieli rencontre, dans son atelier de peinture, Maître Louis Poulet. Altiste, fondateur du Concours international de quatuor à cordes de la ville de Liège, professeur de musique de chambre au Conservatoire royal de Bruxelles, il a pour élève une jeune pianiste, Myriam Pascal, sœur de Danieli. Très impressionné devant son talent de peintre, il décide de lui confier les illustrations de ses créations musicales.
Il la charge d’abord de dessiner le diplôme et la médaille du Concours International du Quatuor à cordes (1956). Des reproductions de grande dimension de cette médaille ornent aujourd’hui la pierre bleue des monuments de Louis Poulet, situé l’un dans les jardins en face du  Conservatoire de Liège, l’autre dans la pelouse de la Maison de la Musique à Hoeilaart. Pour le Concours de Lutherie, Danieli compose deux grandes toiles: dans la première, elle représente la forêt, notamment l’érable et l’épicéa que des bûcherons spécialisés abattent « mûrs » et qui seront utilisés pour créer les instruments à cordes; le second tableau montre l’atelier de lutherie où violons, violoncelles et autres sont fabriqués. Six grandes toiles retracent enfin les origines et l’évolution du violon.
Maître Louis Poulet crée, avec ses élèves diplômés, le « Centre Culturel Art et Jeunesse », reconnu par le Ministère de la Culture, Jeunesse et des Loisirs. Ils y produisent des concerts d’initiation musicale adaptés aux jeunes de l’enseignement secondaire. Danieli réalise des panneaux décoratifs didactiques représentant les sujets des œuvres musicales jouées lors de ces concerts commentés afin de les illustrer. Le jeune public découvre les toiles au fur et à mesure de l’interprétation de l’œuvre, l’ensemble formant ainsi un magnifique décor. Parmi les œuvres illustrées, on compte notamment les concerti des Quatre Saisons de Vivaldi, les Tableaux d’une Exposition de Moussorgski, La Nuit de Garde à Madrid de Boccherini, le Carnaval des Animaux de Saint-Saëns, et l’historique des trois grandes familles instrumentales. Quelque 130 toiles sont ainsi conservées au musée Danieli à Hoeilaart.

## Exposition universelle de 1958
Lors de l’Exposition universelle de 1958, le Ministère de l’Economie Sociale et de la Promotion du Travail commande à Danieli le carton d’un vitrail monumental (9 x 5 m), L’Economie sociale, qui trouve place dans ses bureaux à l’issue de l’événement. L’artiste peint également plusieurs grandes fresques sur le thème de la Belle Epoque qui ornent les murs de divers établissements de la « Belgique Joyeuse ».

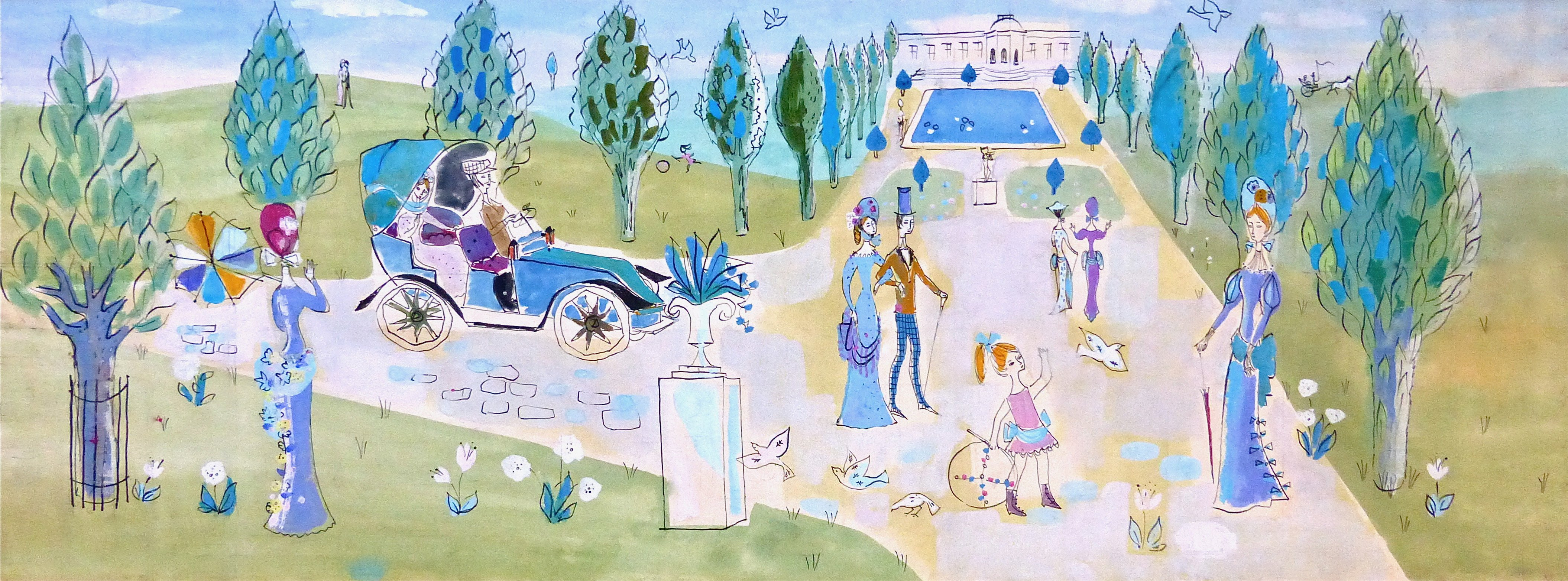
Jardins 1900 (1958). Peinture monumentale sur toile en 5 panneaux. Dimension totale : 2m16 x 6m50.

## Vitraux
De 1960 à 1965, Danieli se consacre aux vitraux de l’Église St Adrien à Boondael (Bruxelles): il s’agit d’un ensemble de 7 vitraux dont 5 verrières de style abstrait (10 x 1,4 x 5 m) ornent le chœur lui-même tandis que les deux dernières (7 x 1 x 2 m) plus réalistes, placées de chaque côté, représentent Marie-Madeleine et Saint-Joseph. L’artiste en crée les cartons et les réalise entièrement de ses mains (coupe du verre, mise sous plomb,…).

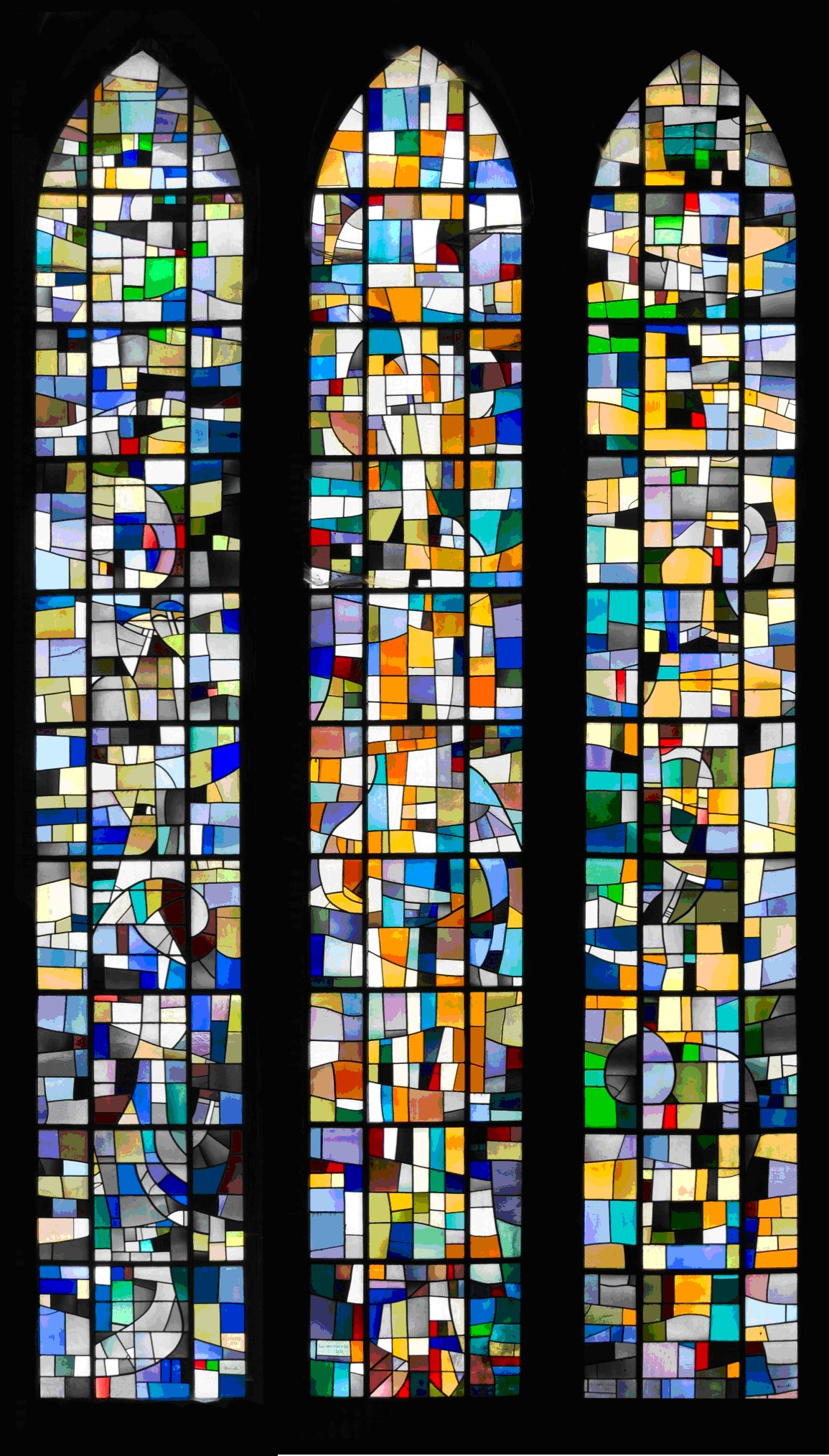
Vitraux au centre du choeur de l'Eglise Saint-Adrien (Ixelles Boondael).

## Musique dessinée
En 1962 naît la « Musique Dessinée », sous les doigts de Danieli et de sa sœur, la pianiste Myriam Pascal. Cette initiation musicale s’adresse à de très jeunes enfants. Le célèbre critique et pianiste Jacques Stehman y voit une merveilleuse méthode parfaitement adaptée à son public et en souligne d’ailleurs le succès mérité. Pendant qu’ils écoutent des œuvres descriptives d’environ 3 minutes chacune, Danieli en dessine les sujets devant eux, sur de grandes feuilles de papier (90 x 60 cm), à l’aide de crayons feutres de couleur. C’est là une véritable performance de sa part! Dans ses illustrations, elle déploie, à travers plus de 500 sujets différents, une imagination luxuriante, pleine de fantaisie, alliée à une technique de dessin particulièrement sûre.
Entre 1972 et 1982, à l’initiative de l’inspecteur musical Georges Teirlinck, ces séances d’initiation musicales qui développent le sens de l’écoute font partie du programme dans tout l’enseignement primaire de la Ville de Bruxelles. Afin de proposer un large répertoire, les deux sœurs s’entourent d’une équipe d’une quarantaine de jeunes musiciens couvrant ainsi les 3 grandes familles d’instruments: cordes, vents et percussions.

## Spectacles audio-visuels
Professeur au Conservatoire royal de Bruxelles, Maître Louis Poulet accueille un moment deux jeunes jumelles qui choisissent de travailler le ballet Petrouchka d’Igor Stravinsky dans sa version pour piano à quatre mains. Dès les premières mesures, il comprend que le dessin de Danieli peut se  substituer aux danseurs. En 1972, elle peint donc à la gouache une centaine d’illustrations (18 x 24 cm) qui racontent l’argument du ballet. Louis Poulet en tire des diapositives qu’il synchronise avec la musique, une initiative pédagogique saluée par le compositeur et critique musical Max Vandermaesbrugge.
Quatre ans plus tard, les deux artistes appliquent le même procédé au poème symphonique de Richard Strauss, Thyl Ulenspiegel (56 illustrations). Ils récidivent en 1979 avec le conte symphonique pour enfants de Prokofiev, Pierre et le Loup (81 illustrations).
En 2006, Dirk Desmadryl grave ces spectacles sur DVD avec un grand respect des œuvres originales.

## Peinture à l'huile
Très jeune déjà, Danieli s’adonne à la peinture à l’huile. Profondément attachée à cette technique, elle en reste pourtant éloignée plusieurs années jusqu’à ce que subitement, très probablement en 1971, elle s’y plonge à l’insu de tous, pour donner naissance, d’une seule inspiration, à une cinquantaine de toiles déclinant toutes les nuances du bleu à l’infini. Elle confie à ce propos :
« Dans la peinture, le matériel envahit autant que les visions, on y est plongé corps et âme. Je suis à certains moments assaillie d’idées, à tel point que j’en ai la fièvre - je n’arrive même pas à suivre pour les noter.
Mais en même temps la peinture rattache à la terre ce ne serait que par l’odeur de la couleur qui pénètre comme un rappel à l’ordre, bien que je n’en ai pas besoin – chaque seconde qui n’est pas consacrée à la peinture me semble une perte irréparable, cette nécessité, cette passion devient en même temps un devoir comme si on avait pas le droit de faire autrement. C’est ce qu’il faut accomplir et qui semble dicté d’ailleurs, exactement comme la poésie. Comme si l’on se sentait dépassé par soi-même et ce qu’il en reste c’est le tableau, si peu de chose en rapport avec ce qu’il y a à dire, la réalisation du tableau est la froide réalité de ce qu’il reste de soi et qui n’est jamais à la mesure de ce qui a été soufflé…»

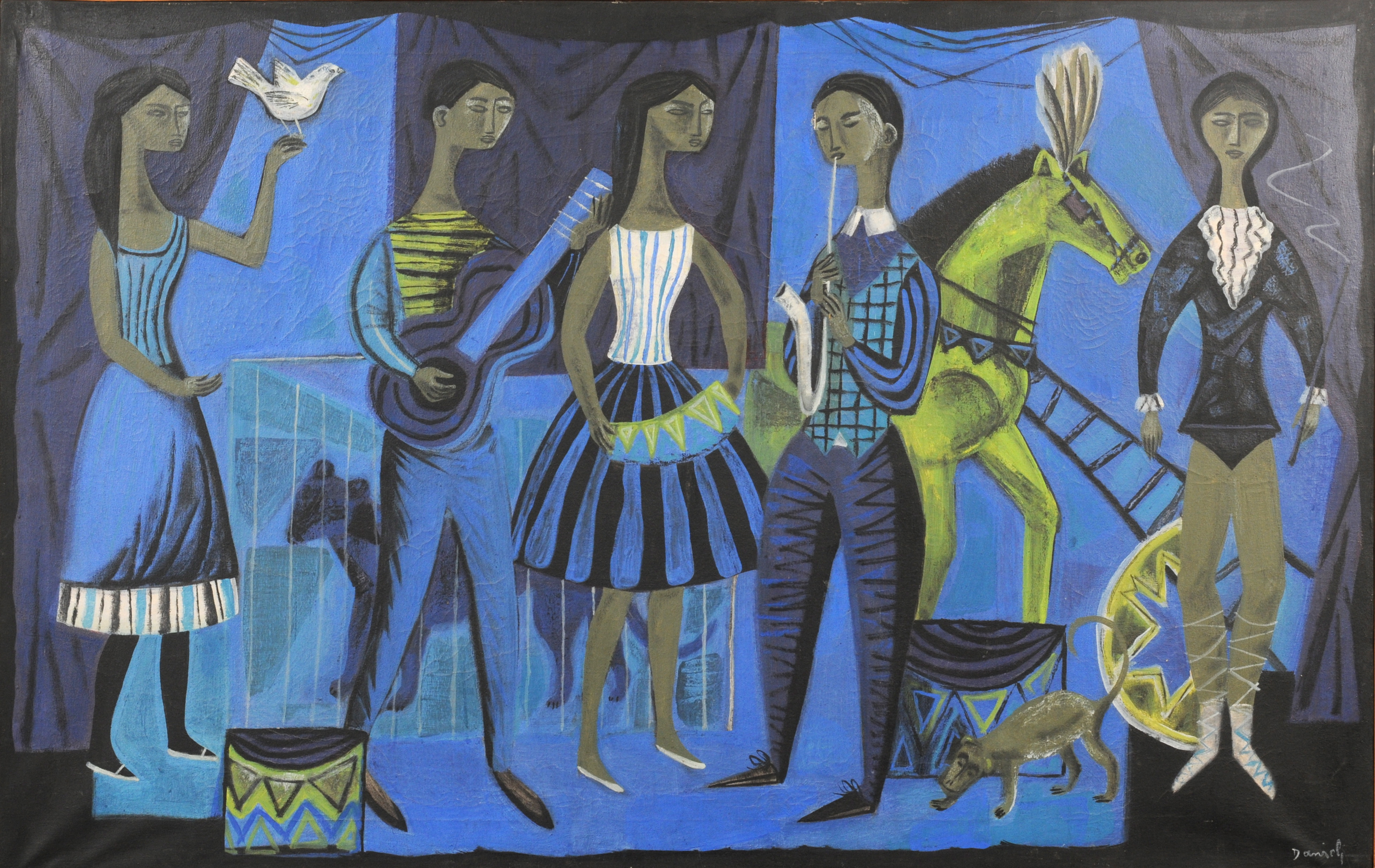
Cirque ou saltimbanques (1963) – Huile sur toile – 63 x 100 cm

Cette « Œuvre bleue », découverte après sa mort, représente le jardin secret de cette artiste silencieuse. Liant intimement la peinture à la poésie, ces tableaux renvoient souvent à la mythologie ou représentent la mer, qu’elle aime infiniment. Il reste de cette époque, sans doute, de nombreux croquis qui n’ont pu être réalisés. Le musée éponyme qui lui est dédié conserve et expose régulièrement cette œuvre posthume.

## Poésie
Tout au long de son existence, Danieli écrit dans l’ombre, laissant finalement plus de 600 pages de poèmes découverts, eux aussi, après sa disparition. Elle laisse son imagination vagabonder pour donner naissance à des textes variés, tantôt longs, tantôt courts, pleins d'images.  
En 1986, Jacques Antoine édite un recueil de quelques poèmes illustré de quelques toiles extraites de l' « Œuvre Bleue », intitulé Disciple de la nuit. Voici ce qu’en dit, en 1987, le président Léopold Sédar Senghor, célèbre poète lui aussi: « J’ai été ému en lisant ces poèmes. En effet, dans leur lumière transparente ils sont d’une rare beauté ».
La Maison de la Musique - Musée Danieli édite, en 2009, Compartiments. Tout l’humour si particulier de l’auteur s’y déploie dans quelques pensées poétiques illustrées d’une aquarelle et d’un dessin à la plume.
En 2020, paraît, aux éditions Chloé des Lys, Au plus secret de ma pensée..., ouvrage qui rassemble des poèmes et quelques illustrations de la main de l'auteur selon un plan et une disposition typographique particulière soigneusement établis par elle-même. Elle y aborde de nombreuses thématiques comme l'amour, la nature, l'art, la musique, les villes, la mer, l'Afrique, la nuit.., pour les traiter de manière personnelle. Son regard se promène de-ci-de-là, se teintant de toute la palette des sentiments, de la tendresse à la passion jusqu'à la critique et même l'humour.

## Maison de la Musique - Musée Danieli
Fondée à Bruxelles en 1968 par Maître Louis Poulet, la Maison de la Musique soutient les jeunes artistes en leur donnant la possibilité de se produire en public. En 1999, Myriam Pascal Poulet la transfère à Hoeilaart dans un bâtiment nouvellement construit qui abrite également le Musée Danieli dédié à cette artiste peintre dont l’œuvre y est conservée et largement exposée sur les trois niveaux. Erigé au milieu d’un grand jardin, cet édifice constitue un havre de paix et de verdure. 
Lors des concerts qu’accueille le salon Danieli, le public peut admirer les tableaux de la peintre qui en ornent les murs. Les trois spectacles audio-visuels détaillés supra y sont présentés: Pierre et le Loup en 2004, Petrouchka en 2006 et Thyl Ulenspiegel en 2007. La Maison de la Musique édite trois ouvrages consacrés à ces spectacles, respectivement en 2014, 2008 et 2009.

## L'Eden
Lorsque le professeur Dr. Jacques De Plaen découvre le carton de tapisserie l’Eden, exposé à la Maison de la Musique, il émet d’emblée le vœu de voir cette tapisserie devenir une réalité. Il s’adresse aux Ateliers Tournaisiens de tapisserie et leur commande personnellement la réalisation de l’Eden avant d’en faire don à la Maison de la Musique – Musée Danieli. Le généreux mécène disparaît malheureusement avant l’achèvement de ce projet. Inaugurée en mars 2020, la tapisserie a naturellement trouvé sa place dans le musée.  

## Publications posthumes
- Disciple de la nuit. Poèmes de Danieli, coll. Odeur du temps, Jacques Antoine, Bruxelles, 1986.
- Compartiments, Textes et illustrations de Danieli, édité par la Maison de la Musique, Bruxelles, 2009.
- Petrouchka, La Maison de la Musique, Bruxelles, 2008.
- Thyl Ulenspiegel, La Maison de la Musique, Bruxelles, 2009.
- Pierre et le Loup, La Maison de la Musique, Bruxelles, 2014.
- Au plus secret de ma pensée…, Editions Chloé des Lys, Barry, 2020.